# Macrosteles shahidi
Macrosteles shahidi är en insektsart som beskrevs av Ahmed, M. 1986. Macrosteles shahidi ingår i släktet Macrosteles och familjen dvärgstritar. Inga underarter finns listade i Catalogue of Life.